# Psychrolutes phrictus
Psychrolutes phrictus är en fiskart som beskrevs av Stein och Bond, 1978. Psychrolutes phrictus ingår i släktet Psychrolutes och familjen paddulkar. Inga underarter finns listade i Catalogue of Life.